# Gulf Tower
La Gulf Tower est un gratte-ciel situé à Pittsburgh aux États-Unis. Elle s'élève à 177 mètres pour 44 étages. Elle est nommée en référence à la compagnie pétrolière Gulf Oil, qui l'a utilisé en tant que siège social. Elle a été construite entre 1930 et 1932 pour un montant total de 10,5 millions de dollars américains de l'époque. Entre 1932 et 1970 (inauguration de l'U.S. Steel Tower, qui culmine à 256 mètres), la Gulf Tower était le bâtiment le plus haut de Pennsylvanie ; elle est aujourd'hui le sixième. 
Le 13 juin 1974, le bâtiment a été visé par un attentat à la bombe de l'organisation d'extrême-gauche Weather Underground, qui protestait contre l'implication de la compagnie Gulf Oil dans des régions touchées par la guerre d'indépendance angolaise. 